# ريتشارد لويس دوكت
ريتشارد لويس دوكت هو محامي كندي، ولد في 30 يناير 1885 في كيبك في كندا، وتوفي في 19 يوليو 1972.

## وصلات خارجية
- ريتشارد لويس دوكت على موقع أوليمبيديا (الإنجليزية)